# Johannes Boelstra (politiefunctionaris)

Johannes Joutes Boelstra (Stiens, 25 mei 1886 – Rotterdam, 11 januari 1951) was een Nederlands politiefunctionaris tijdens de Tweede Wereldoorlog.

## Opleiding en gezin
Zijn vader, Joute Boelstra (1862-1921), had een landbouwbedrijf en als oudste kind leek hij voorbestemd om dit familiebedrijf voort te zetten. Toch koos hij voor een carrière in de techniek. Dit begon toen hij volontair werd in machinefabriek om vervolgens in Duitsland te gaan studeren voor werktuigkundig ingenieur waarbij hij zich specialiseerde in dieselmotoren. Terug in zijn vaderland ging hij als bedrijfsassistent werken bij Werkspoor in Amsterdam en in april 1909 werd hij bij de infanterie benoemd tot militie-tweede luitenant (een militie-officier was enigszins vergelijkbaar met een reserve-officier). In 1911 volgde zijn benoeming tot bedrijfsingenieur bij de firma Dujardin & Cie in het Franse Lille waarna hij in april 1913 in Leeuwarden trouwde met Alb. van Duijsen. Samen kregen zij enkele kinderen. Nadat ze getrouwd waren ging het echtpaar wonen in Lambersart wat vlak bij Lille ligt.

## Mobilisatie 1914
In 1913 werd hij bevorderd tot militie-eerste luitenant en als zodanig werd hij tijdens de mobilisatie van 1914 opgeroepen waarna hij een jaar lang gemobiliseerd bleef bij de troepen in Noord-Brabant. Vervolgens detacheerde het Ministerie van Oorlog hem voor een technisch-commerciële functie in Zweden dat net als Nederland neutraal was tijdens de Eerste Wereldoorlog die duurde van 1914 tot 1918. Een jaar na het einde van die oorlog keerde hij terug naar Nederland waar hij ging werken in de technische handel waarbij het gezin in Den Haag en later in Aerdenhout ging wonen. In april 1928 werd hij bevorderd tot reserve-kapitein voor speciale diensten bij het vrijwillig landstormkorps motordienst wat behoorde tot de infanterie.

## Opmerkelijke NSB'er
In 1939 werd hij opnieuw gemobiliseerd en tijdens de meidagen van 1940 toen het leger van nazi-Duitsland Nederland binnentrok bevond hij zich in de provincies Noord-Brabant en Zeeland. Na de Nederlandse capitulatie ging hij, net als vele andere uit het Nederlandse leger, werken bij de Opbouwdienst. Hij bleef daar werkzaam tot die organisatie werd opgeheven. Boelstra werd in 1941 lid van de Nationaal-Socialistische Beweging (NSB) en in mei 1942 volgde hij J.P. Roszbach op als hoofdcommissaris van politie te Rotterdam. Kort daarop werd in het hele land een begin gemaakt met het wegvoeren van alle Joodse burgers naar concentratiekampen (zie Holocaust in Nederland). In de periode 1942/1943 moesten gewone Rotterdamse agenten meewerken bij het thuis ophalen van Joden. Bij elk groepje agenten dat hierop werd uitgestuurd zat een lid van Groep 10; een groep NSB'ers binnen de Rotterdamse politie. Na verloop van tijd werd die groep steeds meer aangestuurd door de Sicherheitspolizei. Hoewel Boelstra zelf een NSB'er was en later ook lid werd van de Germaansche SS wist hij nazificering van het Rotterdamse politiekorps te voorkomen.
Op 1 maart 1943 ging de Verordening Organisatie Politie in waarmee de organisatie van de politie in Nederland drastisch werd herzien. Hierbij werden vele politieorganisaties samengevoegd in de meer militaire staatspolitie. In acht grote steden, waaronder Rotterdam, kwam deze staatspolitie onder leiding te staan van een politiepresident en de rest van Nederland viel onder 5 politiegewesten met ieder een gewestelijk politiepresident. Daarmee werd Boelstra politiepresident in Rotterdam.

## Straf
Na de oorlog werd hij door de Rotterdamse kamer van het Bijzonder Gerechtshof in Den Haag veroordeeld tot drie jaar gevangenisstraf met aftrek van voorarrest wat duidelijk minder was dan Roszbach die tot vijf jaar werd veroordeeld. Bekend is dat Boelstra oogluikend toestond dat agenten op zijn kamer naar Radio Oranje luisterden. Een lijst met daarop de namen van agenten die opgepakt moesten worden om ze naar werkkampen in Duitsland te sturen liet hij met opzet slingeren zodat deze gezien zou worden door zijn secretaresse. Van haar was bekend dat ze contact had met het verzet en zodoende konden deze agenten gewaarschuwd worden om onder te duiken.
In november 1947 kwam hij vanwege goed gedrag vervroegd vrij. Zeven motoragenten hadden onder de collega's een collecte gehouden om hem met zijn vrijlaten te feliciteren. Toen dit bekend werd, werd het zevental tijdelijk geschorst.
In 1951 overleed hij in Rotterdam op 64-jarige leeftijd waarna hij in zijn geboorteplaats begraven werd.